# Torrey Hills (San Diego)
Torrey Hills es una comunidad de 784 acres (317 hectáreas) localizada en el norte de la ciudad de San Diego, California.

## Geografía
Torrey Hills limita al norte por la Ruta Estatal 56 y Carmel Valley; al noreste por Carmel Valley; al sur y sureste por Los Peñasquitos Canyon y Mira Mesa; y al oeste por la Interestatal 5.

## Historia
Durante 1979, cuando Carmel Valley estaba siendo planeado, la ciudad había llevado a cabo estudios sobre La Reserva del Cañón de Los Peñasquitos para convertirlo en un espacio abierto y no se había determinado el límite del parque, por lo que la ciudad designó Sorrento Hills (ahora Torrey Hills), como zona de urbanización en el Plan General. En febrero de 1980, Genstar-Peñasquitos (ahora como AG Land Associates, LLC) dedicó un área total de 7 km² de Los Peñasquitos Canyon a la ciudad. Por lo que se creó un límite a la reserva y como resultado se inició un programa de planeación comunitario, y el plan original fue transferido de Urbanización Futura a Urbanización Planeada del plan general, excluyendo los 0.7 km² adyacente al área planeada de la comunidad Sorrento Hills, en la cual fue designada como una Urbanización Futura.

En septiembre de 2001, la Junta de Planeamiento de la Comunidad Sorrento Hills votó para cambiarle el nombre a la comunidad a Torrey Hills. A principios del 2002, El consulado de la ciudad de San Diego inició el plan de enmienda para cambiar el nombre de la comunidad.

## Educación
La única escuela localizada en el barrio es Torrey Hills Elementary, que forma parte del Distrito Escolar Unificado de Del Mar Union cuya directora es Susan Paul. Los límites del Distrito Escolar Unificado de Del Mar Union está tan lejos que algunos estudiantes son enviados hasta Ocean Air Elementary, en Carmel Valley, San Diego. Las escuelas primarias y secundarias son las del distrito escolar de San Dieguito Union High School (Carmel Valley Middle School, Torrey Pines High School y Canyon Crest Academy.)